# دان جوستين
دان جوستين (بالإنجليزية: Dan Heath)‏ هو كاتب أمريكي، ولد في 1973.

## وصلات خارجية
- دان جوستين على موقع ميوزك برينز (الإنجليزية)